# Leone Bortolutti
Leone Bortolutti (Monfalcone, 26 agosto 1913 – ...) è stato un calciatore italiano, di ruolo centrocampista.

## Carriera
Giocò in Serie A con la Triestina dopo aver militato nel Monfalcone, nella Sanremese e nella Pro Gorizia.

## Palmarès

### Club

#### Competizioni nazionali
- Prima Divisione: 1

Sanremese: 1934-1935 (girone D)